# Laivurinkatu 7
Laivurinkatu 7 ou Satamakonttori est un bâtiment du quartier de Kotkansaari à Kotka en Finlande.

## Présentation
Laivurinkatu 7 est un bâtiment protégé, dont la partie en pierre représentant le style art nouveau a été conçue par Waldemar Aspelin en 1908 à l'origine pour l'union bancaire nordique. 
Le bâtiment est complété par un bâtiment résidentiel en bois conçu par Theodor Borchard, et achevé en 1891.
Une extension en pierre du bâtiment a été réalisée en 1915 selon les plans de Waldemar Aspelin et en 1939 selon les plans d'Armas Laitinen.
La partie en bois a été convertie en bureaux en 1975. 
Après l'union bancaire nordique, le bâtiment a été occupé par le bureau du port de la ville de Kotka et le bureau de police.
Aujourd'hui, le bâtiment est occupé par l'Université d'été de la vallée de la Kymi et par l'école d'art Repin-instituutti.